# Żychliński

Herb Żychliński

Żychliński – polski herb szlachecki, odmiana herbu Nałęcz.

## Opis herbu
W polu czerwonym chusta srebrna, ułożona w koło, związana u dołu, z opuszczonymi końcami.
Klejnot: Kruk zrywający się do lotu, czarny, trzymający w dziobie pierścień złoty.

## Herbowni
Żychliński.